# 张伟 (数学家)
张伟（1981年7月—），中国数学家，麻省理工学院数学系教授，他的研究领域包括数论、自守形式、L函数、迹公式、表示论、代数几何等。

## 生平
张伟出生于四川达州大竹县天城乡，初中曾就读于大竹中学，后毕业于成都市第七中学，2000年保送入北京大学数学科学学院。
2004年赴美国哥伦比亚大学留学，师从著名数学家张寿武。2009年获博士学位。
毕业后前往哈佛大学从事博士后工作，2010年出任哈佛大学数学系讲师。同年，获SASTRA拉马努金奖。
2011年中赴纽约城哥伦比亚大学任助理教授，2014年1月起获终身职，任副教授。
2015年7月起，转任哥伦比亚大学教授。
因为纽约生活成本太高，2017年，加入麻省理工学院数学系，任教授。
2017年12月，因为发现证明了函数域中的高阶Gan-Gross-Prasad猜想而与恽之玮一起获得了数学新视野奖。